# Inaugural Poet
Als Inaugural Poet wird ein Dichter bezeichnet, der bei der Amtseinführung (en.: inauguration) des Präsidenten der Vereinigten Staaten ein eigens für diese Feierlichkeit verfasstes Gedicht vorträgt. Zumeist erfolgt die exklusive Auswahl des Literaten auf speziellen Wunsch des zu vereidigenden Präsidenten. Sie gilt als hohe immaterielle Ehre. Bislang gab es erst sechs Inaugural Poets bei der Amtseinführung von insgesamt vier Präsidenten, alle von der Demokratischen Partei. Die vorgetragenen Gedichte sind in der Regel dem Anlass entsprechend stark patriotisch geprägt. In Deutschland wurde nach dem Vorbild des Inaugural Poet das Amt des Parlamentspoeten vorgeschlagen.

## Liste der Dichter
| Nummer | Porträt | Name | Datum | Präsident |
| ------ | --- | --- | --- | --- |
| 1      | | Robert Frost | 20. Januar 1961 | John F. Kennedy |
| 1      | Frost im Jahr 1961 | Dem viermaligen Pulitzer-Preisträger und US-amerikanischen „Nationaldichter“ Frost (1874–1963) wurde als erstem die Ehre zu teil, seine Lyrik bei der Amtseinführung eines Präsidenten vortragen zu dürfen. Er hatte ursprünglich geplant, das eigens geschriebene Gedicht Dedication als Präambel zu den von Kennedy gewünschten und bereits 1936 verfassten Versen The Gift Outright zu lesen. Die auf dem Neuschnee um das Kapitol blendende Sonne und der starke Wind, der sein Manuskript mit blasser Schrift zum Flattern brachte, veranlassten ihn jedoch, stattdessen ausschließlich sein altes Werk frei und spontan aus dem Gedächtnis zu rezitieren. Es war von ihm erstmals am 5. Dezember 1941 am College of William & Mary vorgetragen und im Frühjahr 1942 in der Literaturzeitschrift Virginia Quarterly Review veröffentlicht worden. | Dem viermaligen Pulitzer-Preisträger und US-amerikanischen „Nationaldichter“ Frost (1874–1963) wurde als erstem die Ehre zu teil, seine Lyrik bei der Amtseinführung eines Präsidenten vortragen zu dürfen. Er hatte ursprünglich geplant, das eigens geschriebene Gedicht Dedication als Präambel zu den von Kennedy gewünschten und bereits 1936 verfassten Versen The Gift Outright zu lesen. Die auf dem Neuschnee um das Kapitol blendende Sonne und der starke Wind, der sein Manuskript mit blasser Schrift zum Flattern brachte, veranlassten ihn jedoch, stattdessen ausschließlich sein altes Werk frei und spontan aus dem Gedächtnis zu rezitieren. Es war von ihm erstmals am 5. Dezember 1941 am College of William & Mary vorgetragen und im Frühjahr 1942 in der Literaturzeitschrift Virginia Quarterly Review veröffentlicht worden. | Dem viermaligen Pulitzer-Preisträger und US-amerikanischen „Nationaldichter“ Frost (1874–1963) wurde als erstem die Ehre zu teil, seine Lyrik bei der Amtseinführung eines Präsidenten vortragen zu dürfen. Er hatte ursprünglich geplant, das eigens geschriebene Gedicht Dedication als Präambel zu den von Kennedy gewünschten und bereits 1936 verfassten Versen The Gift Outright zu lesen. Die auf dem Neuschnee um das Kapitol blendende Sonne und der starke Wind, der sein Manuskript mit blasser Schrift zum Flattern brachte, veranlassten ihn jedoch, stattdessen ausschließlich sein altes Werk frei und spontan aus dem Gedächtnis zu rezitieren. Es war von ihm erstmals am 5. Dezember 1941 am College of William & Mary vorgetragen und im Frühjahr 1942 in der Literaturzeitschrift Virginia Quarterly Review veröffentlicht worden. |
| 2      | | Maya Angelou | 20. Januar 1993 | Bill Clinton |
| 2      | Maya Angelou während ihres Vortrages bei der Amtseinführung Bill Clintons 1993 | 33 Jahre nach Frost trug die Schriftstellerin, Professorin und Menschenrechtlerin der Bürgerrechtsbewegung (civil rights movement) der US-amerikanischen Afroamerikaner ihr Gedicht On the Pulse of Morning vor, das thematisch um die Kernpunkte Wandel, Inklusion, Verantwortung und die Rolle sowohl des Präsidenten als auch der Bevölkerung zur Schaffung wirtschaftlicher Sicherheit kreist. Es wurde von vielen Kritikern als autobiographisches Gedicht angesehen und erhielt zumeist negative Bewertungen. Gleichzeitig stellte beispielsweise Mary Jane Lupton aber auch fest, dass Angelous (1928–2014) theatrale Vortragsweise – sie griff auf ihre Sprecher- und Schauspielerausbildung zurück – eine Rückkehr zur amerikanisch-afrikanischen Tradition mündlicher Überlieferungen gewesen sei. Im darauf folgenden Jahr 1994, erhielt Angelou für die eingesprochene Audioversion des Gedichtes den Grammy Award in der Kategorie „Bestes gesprochenes oder Nicht-Musik-Album“ („Best Spoken Word Or Non-musical Album“). | 33 Jahre nach Frost trug die Schriftstellerin, Professorin und Menschenrechtlerin der Bürgerrechtsbewegung (civil rights movement) der US-amerikanischen Afroamerikaner ihr Gedicht On the Pulse of Morning vor, das thematisch um die Kernpunkte Wandel, Inklusion, Verantwortung und die Rolle sowohl des Präsidenten als auch der Bevölkerung zur Schaffung wirtschaftlicher Sicherheit kreist. Es wurde von vielen Kritikern als autobiographisches Gedicht angesehen und erhielt zumeist negative Bewertungen. Gleichzeitig stellte beispielsweise Mary Jane Lupton aber auch fest, dass Angelous (1928–2014) theatrale Vortragsweise – sie griff auf ihre Sprecher- und Schauspielerausbildung zurück – eine Rückkehr zur amerikanisch-afrikanischen Tradition mündlicher Überlieferungen gewesen sei. Im darauf folgenden Jahr 1994, erhielt Angelou für die eingesprochene Audioversion des Gedichtes den Grammy Award in der Kategorie „Bestes gesprochenes oder Nicht-Musik-Album“ („Best Spoken Word Or Non-musical Album“). | 33 Jahre nach Frost trug die Schriftstellerin, Professorin und Menschenrechtlerin der Bürgerrechtsbewegung (civil rights movement) der US-amerikanischen Afroamerikaner ihr Gedicht On the Pulse of Morning vor, das thematisch um die Kernpunkte Wandel, Inklusion, Verantwortung und die Rolle sowohl des Präsidenten als auch der Bevölkerung zur Schaffung wirtschaftlicher Sicherheit kreist. Es wurde von vielen Kritikern als autobiographisches Gedicht angesehen und erhielt zumeist negative Bewertungen. Gleichzeitig stellte beispielsweise Mary Jane Lupton aber auch fest, dass Angelous (1928–2014) theatrale Vortragsweise – sie griff auf ihre Sprecher- und Schauspielerausbildung zurück – eine Rückkehr zur amerikanisch-afrikanischen Tradition mündlicher Überlieferungen gewesen sei. Im darauf folgenden Jahr 1994, erhielt Angelou für die eingesprochene Audioversion des Gedichtes den Grammy Award in der Kategorie „Bestes gesprochenes oder Nicht-Musik-Album“ („Best Spoken Word Or Non-musical Album“). |
| 3      | | Miller Williams | 20. Januar 1997 | Bill Clinton |
| 3      | Als Poet für Clintons zweite Amtseinführung wurde der überregional relativ unbekannte Dichter, Übersetzer und Herausgeber Miller Williams (1930–2015) ausgewählt, der ebenso wie der Präsident aus Arkansas stammt. Er lehrte an verschiedenen Universitäten als Dozent zunächst für Biologie, später für englische Literatur und gründete 1980 die University of Arkansas Press, die er fortan für 20 Jahre leitete. Sein Gedicht trug den Titel Of History and Hope und legte einen besonderen Fokus auf die Verantwortung der zeitgenössischen Generation für die Kinder, denen man das Land hinterlasse. Im Rahmen der Feierlichkeiten zeichnete ihn Clinton darüber hinaus für seine lebenslangen Beiträge zur Kunst mit dem National Arts Award aus. | | | |
| 4      | | Elizabeth Alexander | 20. Januar 2009 | Barack Obama |
| 4      | Elizabeth Alexander im Mai 2015 | Die Benennung von Elizabeth Alexander (* 1962) wurde sowohl von Seiten diverser Literaten als auch von der in Chicago ansässigen Poetry Foundation lobend und sehr wohlwollend aufgenommen. Die Dichterin, Essayistin und Drehbuchautorin ist gut mit Barack Obama befreundet und lehrt derzeit (Stand: Januar 2013) Englisch und englische sowie afrikanisch-amerikanische Literatur und Gender Studies an der Yale University. Ihr für die Amtseinführung geschriebenes Gedicht Praise Song for the Day wurde bereits beim Rezitieren von den Zuschauern nur mit mäßigem Applaus aufgenommen. Die anschließenden Kritiken waren ebenfalls sehr negativ und bemängelten unter anderem, dass der Text zu prosaisch und Alexanders Vortrag unzureichend dramatisch gewesen sei. Der Star Tribune beurteilte das Gedicht gar als „langweilig und bürokratisch“. Es sei bewiesen, dass Alexanders Platz nicht auf einer Plattform, sondern in der Menschenmenge sei. Sie solle nicht für das Volk, sondern zu selbigem sprechen.           | Die Benennung von Elizabeth Alexander (* 1962) wurde sowohl von Seiten diverser Literaten als auch von der in Chicago ansässigen Poetry Foundation lobend und sehr wohlwollend aufgenommen. Die Dichterin, Essayistin und Drehbuchautorin ist gut mit Barack Obama befreundet und lehrt derzeit (Stand: Januar 2013) Englisch und englische sowie afrikanisch-amerikanische Literatur und Gender Studies an der Yale University. Ihr für die Amtseinführung geschriebenes Gedicht Praise Song for the Day wurde bereits beim Rezitieren von den Zuschauern nur mit mäßigem Applaus aufgenommen. Die anschließenden Kritiken waren ebenfalls sehr negativ und bemängelten unter anderem, dass der Text zu prosaisch und Alexanders Vortrag unzureichend dramatisch gewesen sei. Der Star Tribune beurteilte das Gedicht gar als „langweilig und bürokratisch“. Es sei bewiesen, dass Alexanders Platz nicht auf einer Plattform, sondern in der Menschenmenge sei. Sie solle nicht für das Volk, sondern zu selbigem sprechen.           | Die Benennung von Elizabeth Alexander (* 1962) wurde sowohl von Seiten diverser Literaten als auch von der in Chicago ansässigen Poetry Foundation lobend und sehr wohlwollend aufgenommen. Die Dichterin, Essayistin und Drehbuchautorin ist gut mit Barack Obama befreundet und lehrt derzeit (Stand: Januar 2013) Englisch und englische sowie afrikanisch-amerikanische Literatur und Gender Studies an der Yale University. Ihr für die Amtseinführung geschriebenes Gedicht Praise Song for the Day wurde bereits beim Rezitieren von den Zuschauern nur mit mäßigem Applaus aufgenommen. Die anschließenden Kritiken waren ebenfalls sehr negativ und bemängelten unter anderem, dass der Text zu prosaisch und Alexanders Vortrag unzureichend dramatisch gewesen sei. Der Star Tribune beurteilte das Gedicht gar als „langweilig und bürokratisch“. Es sei bewiesen, dass Alexanders Platz nicht auf einer Plattform, sondern in der Menschenmenge sei. Sie solle nicht für das Volk, sondern zu selbigem sprechen.           |
| 5      | | Richard Blanco | 21. Januar 2013 | Barack Obama |
| 5      | Richard Blanco während seines Vortrages bei der Amtseinführung Barack Obamas 2013 | Die Wahl Blancos (* 1968) sorgte im Vorfeld der Amtseinführung für große mediale Aufmerksamkeit und rückte die Funktion des Inaugural Poet in das öffentliche Bewusstsein und Interesse. Der gebürtige Spanier, Sohn von Exilkubanern, ist nicht nur der jüngste je für diesen Anlass ausgewählte Dichter, sondern auch der erste Hispanic und der erste offen homosexuell lebende. Seine Wahl wurde daher weithin als Verdeutlichung der Toleranz und Weltoffenheit Obamas verstanden. Blanco trug das Gedicht One Today vor. | Die Wahl Blancos (* 1968) sorgte im Vorfeld der Amtseinführung für große mediale Aufmerksamkeit und rückte die Funktion des Inaugural Poet in das öffentliche Bewusstsein und Interesse. Der gebürtige Spanier, Sohn von Exilkubanern, ist nicht nur der jüngste je für diesen Anlass ausgewählte Dichter, sondern auch der erste Hispanic und der erste offen homosexuell lebende. Seine Wahl wurde daher weithin als Verdeutlichung der Toleranz und Weltoffenheit Obamas verstanden. Blanco trug das Gedicht One Today vor. | Die Wahl Blancos (* 1968) sorgte im Vorfeld der Amtseinführung für große mediale Aufmerksamkeit und rückte die Funktion des Inaugural Poet in das öffentliche Bewusstsein und Interesse. Der gebürtige Spanier, Sohn von Exilkubanern, ist nicht nur der jüngste je für diesen Anlass ausgewählte Dichter, sondern auch der erste Hispanic und der erste offen homosexuell lebende. Seine Wahl wurde daher weithin als Verdeutlichung der Toleranz und Weltoffenheit Obamas verstanden. Blanco trug das Gedicht One Today vor. |
| 6      | | Amanda Gorman | 20. Januar 2021 | Joe Biden |
| 6      | Amanda Gorman(2017) | The Hill We Climb ist ein Gedicht, das Amanda Gorman (* 1998) für die Amtseinführung von Joe Biden am 20. Januar 2021 verfasst und dort dann auch live rezitiert hat. Das Gedicht wurde in den Wochen nach den US-Präsidentschaftswahlen 2020 geschrieben, wobei bedeutende Passagen in der Nacht des 6. Januar 2021 als Reaktion auf den Sturm auf das Kapitol in Washington abgefasst wurden. The Hill We Climb wurde weithin für seine Botschaft, Formulierung und Übermittlung gelobt. | The Hill We Climb ist ein Gedicht, das Amanda Gorman (* 1998) für die Amtseinführung von Joe Biden am 20. Januar 2021 verfasst und dort dann auch live rezitiert hat. Das Gedicht wurde in den Wochen nach den US-Präsidentschaftswahlen 2020 geschrieben, wobei bedeutende Passagen in der Nacht des 6. Januar 2021 als Reaktion auf den Sturm auf das Kapitol in Washington abgefasst wurden. The Hill We Climb wurde weithin für seine Botschaft, Formulierung und Übermittlung gelobt. | The Hill We Climb ist ein Gedicht, das Amanda Gorman (* 1998) für die Amtseinführung von Joe Biden am 20. Januar 2021 verfasst und dort dann auch live rezitiert hat. Das Gedicht wurde in den Wochen nach den US-Präsidentschaftswahlen 2020 geschrieben, wobei bedeutende Passagen in der Nacht des 6. Januar 2021 als Reaktion auf den Sturm auf das Kapitol in Washington abgefasst wurden. The Hill We Climb wurde weithin für seine Botschaft, Formulierung und Übermittlung gelobt. |